# Stephen Edward Smith
Stephen Edward Smith, né le 24 septembre 1927 à Bayport et mort le 19 août 1990, à Manhattan, est le mari de Jean Kennedy. Il était un analyste financier et de stratège politique au cours de la campagne présidentielle de son beau-frère John F. Kennedy, dans les années 1960.

## Biographie
Smith est né à Bayport, à Long Island, dans l'État de New York, et a grandi dans le quartier du Bay Ridge à Brooklyn. Il étudie à l'Université de Georgetown, où il obtient en 1948 un baccalauréat d'histoire. Il sert, au cours de la guerre de Corée, en tant que premier lieutenant dans l'US Air Force de 1951 à 1952. 
Smith rejoint l'entreprise familiale, Cleary Brothers Inc., qui exploite des remorqueurs et des barges sur les canaux du nord de l'État de New York et dans le port de New York. Il dirige ensuite la Parc Agency Inc., à Manhattan, au sein de laquelle il gère 300 millions de dollars d'investissements pour la famille Kennedy. 
Smith et Jean Ann Kennedy se sont mariés le 19 mai 1956, date à laquelle il devient le beau-frère du futur président John F. Kennedy. Smith gère la fortune de la famille depuis un bureau de la City de New York. Smith est chargé de superviser les fiducies dont lui et sa famille ainsi que les autres enfants et petits-enfants de Joe et Rose Kennedy sont bénéficiaires. Stephen et Jean ont eu deux fils, Stephen, Jr. et William, et ont plus tard adopté deux filles, Amanda et Kym. 
Smith joue un rôle actif en 1960 lors de la campagne de JFK, et travaille comme directeur de campagne de Kennedy pour sa réélection au moment de son assassinat le 22 novembre 1963. Il est ensuite directeur de campagne de Robert F. Kennedy pendant sa course présidentielle en 1968. À l'automne de 1979, comme les sondages montrent que le sénateur Ted Kennedy peut facilement vaincre le président Jimmy Carter dans les primaires démocrates, Kennedy annonce sa candidature et fait de Smith son directeur de campagne.  Beaucoup de jeunes employés de la campagne de Kennedy ont considéré Smith comme un ringard qui ne comprenait rien à la publicité, à la stratégie et au financement d'une campagne électorale moderne[réf. nécessaire]. Kennedy a perdu contre Carter et a choisi de ne pas se présenter à nouveau. 
Smith est connu comme un gestionnaire dur, agressif et parfois corrosif dans les mondes financier et politique. 
Fumeur de longue date, Smith meurt à son domicile de Manhattan en 1990, après une brève bataille contre un cancer du poumon, à l'âge de 62 ans.